# Els Dietvorst
 (novembre 2021).
La mise en forme du texte ne suit pas les recommandations de Wikipédia : il faut le « wikifier ».
Les points d'amélioration suivants sont les cas les plus fréquents. Le détail des points à revoir est peut-être précisé sur la page de discussion.
- Les titres sont pré-formatés par le logiciel. Ils ne sont ni en capitales, ni en gras.
- Le texte ne doit pas être écrit en capitales (les noms de famille non plus), ni en gras, ni en italique, ni en « petit »…
- Le gras n'est utilisé que pour surligner le titre de l'article dans l'introduction, une seule fois.
- L'italique est rarement utilisé : mots en langue étrangère, titres d'œuvres, noms de bateaux, etc.
- Les citations ne sont pas en italique mais en corps de texte normal. Elles sont entourées par des guillemets français : « et ».
- Les listes à puces sont à éviter, des paragraphes rédigés étant largement préférés. Les tableaux sont à réserver à la présentation de données structurées (résultats, etc.).
- Les appels de note de bas de page (petits chiffres en exposant, introduits par l'outil «  Source ») sont à placer entre la fin de phrase et le point final[comme ça].
- Les liens internes (vers d'autres articles de Wikipédia) sont à choisir avec parcimonie. Créez des liens vers des articles approfondissant le sujet. Les termes génériques sans rapport avec le sujet sont à éviter, ainsi que les répétitions de liens vers un même terme.
- Les liens externes sont à placer uniquement dans une section « Liens externes », à la fin de l'article. Ces liens sont à choisir avec parcimonie suivant les règles définies. Si un lien sert de source à l'article, son insertion dans le texte est à faire par les notes de bas de page.
- La présentation des références doit suivre les conventions bibliographiques. Il est recommandé d'utiliser les modèles {{Ouvrage}}, {{Chapitre}}, {{Article}}, {{Lien web}} et/ou {{Bibliographie}}. Le mode d'édition visuel peut mettre en forme automatiquement les références.
- Insérer une infobox (cadre d'informations à droite) n'est pas obligatoire pour parachever la mise en page.

Pour une aide détaillée, merci de consulter Aide:Wikification.
Si vous pensez que ces points ont été résolus, vous pouvez retirer ce bandeau et améliorer la mise en forme d'un autre article.
Els Dietvorst, née en 1964 à Kapellen (Anvers), est une artiste, sculptrice  et cinéaste belge.
Elle vit et travaille à Duncormick en Irlande.

## Biographie
Son travail a été montré et soutenu par des instituts d'art et des festivals de renom tels que le Kaaitheater et le Kunstenfestivaldesarts à Bruxelles, le Musée d'Art contemporain, à Anvers (B) et le BAK (nl), à Utrecht. Son travail a également été présenté internationalement à New York, Casablanca, Londres et Vienne.
En 2009, elle organise le 'Time Festival' avec Dirk Braeckman. Du point de vue de leurs préoccupations sur l'état et l'avenir du monde, les commissaires ont décidé de s'exprimer clairement : Time 2009 serait un livre plutôt qu'un festival, un lieu de réflexion plutôt qu'un événement.

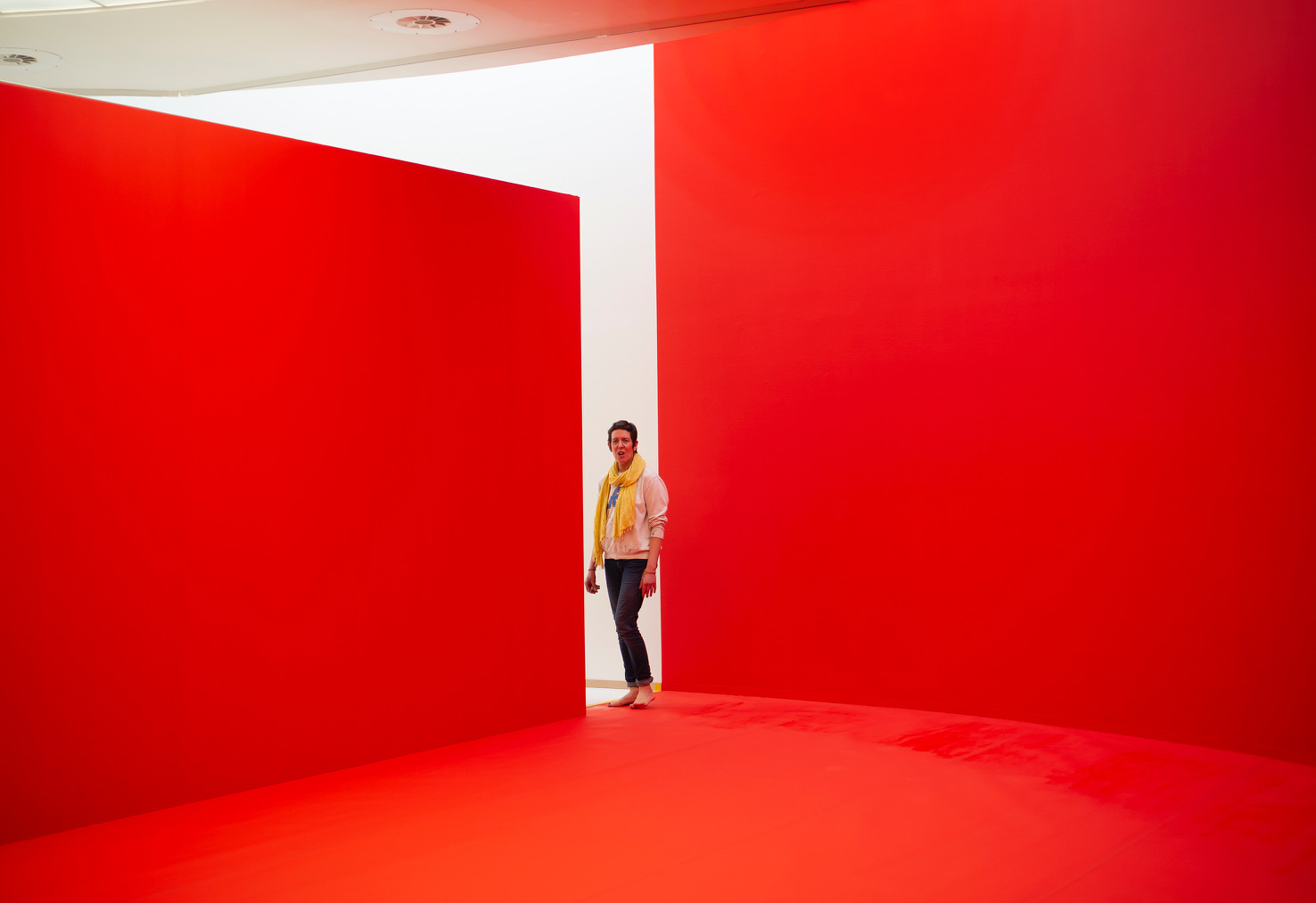
Els Dietvorst en 2020.

Son film The Rabbit and the Teasel (2014) est sélectionné pour sa première internationale le 17 avril 2015 au festival de documentaires Visions du réel, en Suisse.
En septembre 2015, elle est sélectionnée pour la Biennale d'art contemporain de Moscou avec Luc Tuymans (B), Fabrice Hybert (F), Liam Gillick (USA), Gabriel Lester (NL) et le duo de photographes Birdhead (Chine).
En 2017, elle est lauréate du prix Evens Arts 2017. La Fondation Evens initie, développe et soutient des projets qui encouragent les peuples et les nations à vivre ensemble harmonieusement en Europe.
En 2021, elle crée Windswept, exposée sur la plage d'Oostduinkerke, en Belgique, lors de la triennale Beaufort. 

## Œuvres
Sculptures

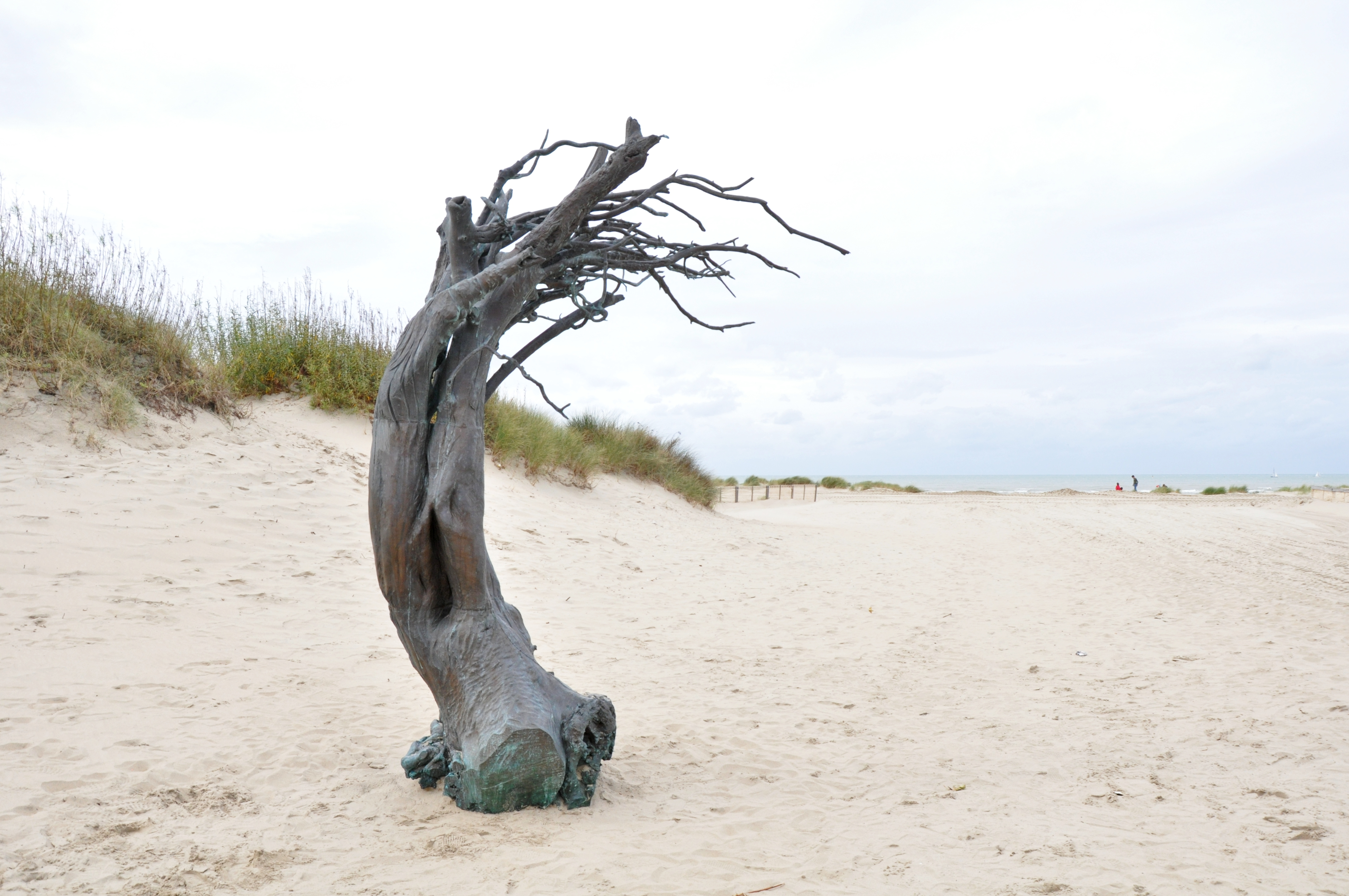
en

- 2021 : Windswept, Oostduinkerke (Belgique), triennale Beaufort (Beaufort21).

Films
- 2000 : Song for the Price of a Goat
- 2001 : Giant's Feet
- 2002 : Act One
- 2004 : The King's Children
- 2005 : Song for the Price of a Goat 2
- 2007 : Libera Me, Santa Barbara I & II
- 2009 : As Long as the Blackbird Sings
- 2009 : A Walk with ACM
- 2011-2014 : The Black Lamb
- 2014 : The Rabbit and the Teasel[4], sélections : Ecofalante Environmental Film Festival à São Paulo[5], Festival Filmer à tout prix à Bruxelles[6], Festival dei popoli en Italie[7], Festival Planète Honnête en France[8], Visions du Réel en Suisse[9].
- 2016 : I Watched the White Dogs of the Dawn
- 2019 : The Dance of the Thatcher
- 2019 : ACM Lost and Found

## Récompenses et distinctions
- 2017 : Evens Arts Prize[10]
- 2021 : Belgian Art Prize[11].